# 2CB (Lied)
2CB ist ein Lied des österreichischen Rappers RAF Camora, in Kooperation mit dem deutschen Rapper Luciano. Es erschien am 10. September 2021 als dritte Singleauskopplung aus Zukunft II, der Wiederveröffentlichung von RAF Camoras siebtem Studioalbum Zukunft.

## Veröffentlichung und Promotion
Die Erstveröffentlichung von 2CB erfolgte als Single am 10. September 2021. Die Single erschien als Einzeltrack zum Download und Streaming über RAF Camoras eigenes Label Indipendenza, der Vertrieb erfolgte durch Groove Attack.

## Inhalt
| „Barça, Ibiza Ganz Wien-Fünfhaus in ’ner Finca (Ahh) London, Nizza Zum Dinner zehn Girls in Bottega (Eyy, ja) 2C für die Pičkas Warum ist denn ihr Arsch nicht wie auf Insta? Dreh’ Video im Pool so wie Kim K Immer Karneval pur, denn ich flieg’ nach (Ey, ey, ja) Barça, Ibiza Ganz Wien-Fünfhaus in ’ner Finca London, Nizza Zum Dinner zehn Girls in Bottega (Uhh) 2C für die Pičkas Warum ist denn ihr Arsch nicht wie auf Insta? Dreh’ Video im Pool so wie Kim K Immer Karneval pur wie Gewinner, ahh“ – Refrain, Originalauszug | Der Liedtext zu 2CB ist in deutscher Sprache verfasst und wurde gemeinsam von den beiden Interpreten RAF Camora und Luciano geschrieben. Die Komposition stammt von den Musikproduzenten The Cratez und The Royals. Das Tempo beträgt 125 Schläge pro Minute. Die Tonart ist B-Dur. Das Klaviersample ist dem Song Join Me (in Death) entlehnt, der 1999 von der finnischen Metalband HIM veröffentlicht wurde; das Sample fand bereits 2012 in RAF Camoras Song Fallen (feat. Nazar) auf dem Album RAF 3.0 Verwendung. Musikalisch bewegt sich das Lied im Bereich des Deutschraps. Inhaltlich geht es in dem Lied hauptsächlich um das luxuriöse Leben zwischen Reisen in aller Welt, Party, Frauen und Drogen der beiden Interpreten RAF Camora und Luciano. Titelgebend für das Lied ist die chemische Substanz und Droge 4-Brom-2,5-dimethoxyphenylethylamin, abgekürzt 2C-B oder 2CB, aus der Stoffgruppe der „2C“-Verbindungen. |

## Musikvideo
Das in einer Finca auf Ibiza gedrehte Musikvideo erschien zeitgleich zur Single auf YouTube. Es entstand unter Regie von Shaho Casado und erreichte bisher mehr als 18 Millionen Aufrufe (Stand: März 2023).

## Mitwirkende
| Liedproduktion - Lex Barkey: Mastering - Patrick Großmann (Luciano): Liedtexter - Mohamad „Hamudi“ Hoteit (The Royals): Komponist - David Kraft (The Cratez): Komponist - Manuel Mayer (Menju): Abmischung - Raphael Ragucci (RAF Camora): Liedtexter - Ville Valo: Komponist - Tim Wilke (The Cratez): Komponist | Musikvideo - Shaho Casado: Drehbuch, Drohne, Filmschnitt, Kameramann, Regisseur - Hadi El-Dor: Filmproduzent - Most Magix: Visueller Effekt Unternehmen - Indipendenza: Musiklabel - Groove Attack: Vertrieb Cover-Artwork - Berrah Isik (Isik Designs) |

## Rezeption

### Chartplatzierungen
2CB stieg am 17. September 2021 auf Platz eins in die deutschen Singlecharts ein und konnte sich insgesamt 17 Wochen in den Top 100 halten, davon zwei Wochen in den Top 10. Für RAF Camora wurde das Stück nach 500 PS, Kokain und Blaues Licht (jeweils mit Bonez MC) bereits zum vierten Nummer-eins-Hit in Deutschland, während Luciano nach seinen Gastbeiträgen auf Roli Glitzer Glitzer und Royal Rumble das dritte Mal die Chartspitze der deutschen Singlecharts belegen konnte. Das Produzenten-Duo The Cratez erreicht zum 17. Mal die Spitze der Charts. Die zugrundeliegende Komposition Join Me (in Death) steht damit nach dem Original, das 2000 bereits für vier Wochen an der Chartspitze stand, in einer zweiten Version auf dem ersten Platz der deutschen Hitparade. In den deutschen Single-Jahrescharts 2021 belegte der Song Platz 87.
Auch in den Ö3 Austria Top 40 debütierte die Single auf der Spitzenposition der Hitparade und hielt sich 37 Wochen in den Charts. RAF Camora erreicht somit bereits zum zehnten Mal die Spitze der österreichischen Charts und kann seinen Rekord als österreichischer Musiker mit den meisten Nummer-eins-Hits im eigenen Land weiter ausbauen, nur Capital Bra befand sich noch häufiger auf Platz eins. Für Luciano ist 2CB hingegen der erste Nummer-eins-Hit in Österreich. Die Produzenten The Cratez kommen auf den 21. Nummer-eins-Hit in Österreich, die Komposition Join Me (in Death) konnte sich bereits im Jahr 2000 für zwei Wochen auf Rang zwei sowie für 13 Wochen in den Charts platzieren. In der österreichischen Single-Jahreshitparade 2021 belegte der Track Rang 52.
In der Schweizer Hitparade musste sich der Song in der ersten Woche nur Ed Sheeran mit Bad Habits geschlagen geben, erreichte mit Rang zwei seine höchste Notierung und konnte sich elf Wochen in den Top 100 halten.
| ChartsChartplatzierungen | Höchstplatzierung | Wochen |
| ------------------------ | ----------------- | ------ |
| Deutschland (GfK)        | 1 (17 Wo.)        | 17     |
| Österreich (Ö3)          | 1 (37 Wo.)        | 37     |
| Schweiz (IFPI)           | 2 (11 Wo.)        | 11     |

| ChartsJahrescharts (2021) | Platzierung |
| ------------------------- | ----------- |
| Deutschland (GfK)         | 87          |
| Österreich (Ö3)           | 52          |

| ChartsJahrescharts (2022) | Platzierung |
| ------------------------- | ----------- |
| Österreich (Ö3)           | 58          |

Auf der Streaming-Plattform Spotify verzeichnet das Lied bisher mehr als 110 Millionen Streams (Stand: August 2025).

### Auszeichnungen für Musikverkäufe
Im März 2022 wurde das Lied in Deutschland mit einer Goldenen Schallplatte für über 200.000 verkaufte Einheiten ausgezeichnet. Im selben Monat folgte in Österreich eine Platin-Schallplatte für mehr als 30.000 Verkäufe.
| Land/Region        | Auszeichnungen für Musikverkäufe (Land/Region, Auszeichnung, Verkäufe) | Verkäufe |
| ------------------ | ---------------------------------------------------------------------- | -------- |
| Deutschland (BVMI) | Gold                                                                   | 200.000  |
| Österreich (IFPI)  | Platin                                                                 | 30.000   |
| Insgesamt          | 1× Gold · 1× Platin ·                                                  | 230.000  |